# Funk (Medienangebot)
Funk ([fʊŋk] Eigenschreibweise funk) ist ein deutsches Online-Content-Netzwerk der ARD und des ZDF, das sich insbesondere an Jugendliche und junge Erwachsene zwischen 14 und 29 Jahren richtet. Dabei schneidet das öffentlich-rechtliche Angebot seine Produktionen und Podcasts auf populäre Onlineportale zu, auf denen das Angebot primär genutzt wird. ARD und ZDF sind gemeinsam Träger und gleichberechtigte rundfunkrechtliche Veranstalter von Funk. Die Federführung liegt beim Südwestrundfunk (SWR).

## Zielgruppe und Konzept
Funk richtet sich an Personen im Alter von 14 bis 29 Jahren, die ansonsten kaum oder gar nicht die Fernsehproduktionen der öffentlich-rechtlichen Sender nutzen. Der Projektumfang liegt bei 45 Millionen Euro im Jahr, wovon zwei Drittel von der ARD und ein Drittel vom ZDF finanziert werden. Funk produziert über 70 verschiedene, regelmäßig publizierende Formate für Social-Media-Plattformen. Diese werden auf jeweils eigenen Kanälen bzw. Accounts ausgespielt. Zu den Plattformen gehören YouTube, Facebook, Instagram, TikTok, Spotify und Snapchat. Dabei werden alle Funk-Formate auf maximal zwei Plattformen veröffentlicht. Eine der beiden Plattformen gilt als Primärplattform. Die individuellen Anforderungen der Community dieser Plattform müssen von den Redakteuren besonders berücksichtigt werden. Alle Inhalte sind zusätzlich auf der eigenen Webapp funk.net abrufbar. Die Sendungen haben den Fokus Information, Orientierung oder Unterhaltung. Es handelt sich unter anderem um Erklär-Videos, Reportagen, Comedy-Videos und Fiction-Produktionen. Produziert werden die einzelnen Sendungen von unterschiedlichen privaten Produktionsfirmen, anstaltseigenen Produktionsfirmen oder den Rundfunkanstalten selbst.
Das Funk-Netzwerk steht unter Regelungen des Rundfunkstaatsvertrages. Dazu gehört eine festgelegte Überprüfung aller Sendungen in Form von Gesprächen mit den Produzenten, die mindestens jedes halbe Jahr stattfinden.

## Geschichte

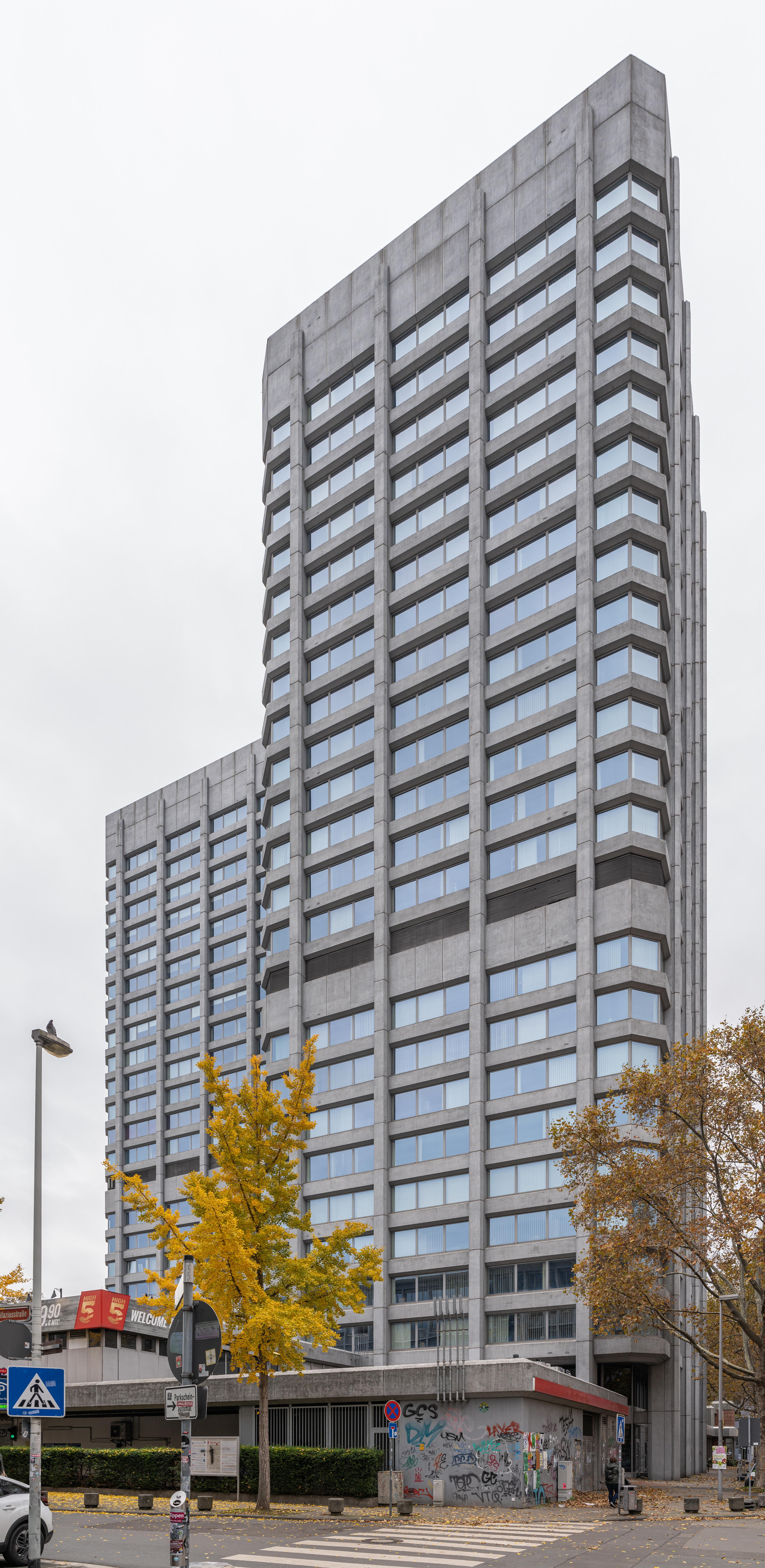
Bonifazius-Turm A (rechts), Zentrale von funk in Mainz

Als Intendant des SWR setzte sich Peter Boudgoust öffentlich ab 2011 für ein öffentlich-rechtliches Angebot für die junge Zielgruppe ein. Am 27. November 2012 äußerte der SWR den Wunsch, EinsPlus mit ZDFkultur zu fusionieren. Der bei dieser Fusion neu entstehende Sender sollte gemeinsam von ARD und ZDF produziert werden und sich vorrangig an ein junges Publikum richten. Das ZDF äußerte sich zurückhaltend und wies darauf hin, dass dazu ein Beschluss der Politik unumgänglich wäre. Jedoch hatte sich das ZDF bereits im Vorfeld ähnlich geäußert und schloss beispielsweise eine Einstellung von ZDFkultur zugunsten eines gemeinsamen Jugendkanals nicht aus.
In der ersten Folge von Neo Magazin vom 31. Oktober 2013 gab es eine satirische Marketingkampagne zum neuen Jugendkanal von ARD und ZDF als Einspieler.
Die Ministerpräsidentenkonferenz beschloss am 17. Oktober 2014 in Potsdam, die Sender EinsPlus und ZDFkultur zu Gunsten eines neuen Online-Jugendkanals von ARD und ZDF einzustellen, der ursprünglich auch im linearen Fernsehen ausgestrahlt werden sollte. Am 3. Dezember 2015 wurden die Regelungen zum neuen Jugendangebot im Rahmen der Unterzeichnung der 19. Novelle des Rundfunkstaatsvertrages von den Ministerpräsidenten ratifiziert. Die Novelle enthielt auch eine neue Regelung zum Jugendmedienschutz-Staatsvertrag sowie weitere Modifikationen beim Rundfunkbeitrag. Die Landesparlamente konnten vorher über diese Novelle nur kompakt abstimmen, eine Ablehnung der neuen Regulierungen zum Jugendmedienschutz hätte auch zu Verzögerungen beim Jugendangebot und dem Rundfunkbeitrag geführt. Im April 2016 wurde der Öffentlich-rechtliche Vertrag über die Veranstaltung des Jungen Angebots von ARD und ZDF zwischen den unter ARD zusammengeschlossenen Landesrundfunkanstalten sowie dem ZDF beschlossen.
Am 15. März 2016 ging der Blog des Kanals unter dem Namen Junges Angebot von ARD und ZDF online. Der Name des neuen Jugendkanals, funk, wurde am 29. September 2016 bekanntgegeben. Die Namensidee brachte ein Mitarbeiter der funk-Redaktion kurz vor Beginn des Angebots ein. Zuvor sind Kreativ-Agenturen angefragt worden, um Vorschläge zu machen. Diese waren unter anderem „WHOA!“, „tsching“ oder „Penyu“, jedoch konnten sie nicht überzeugen. Die Aussprache folgt der deutschen, wie in Rundfunk ([fʊŋk]). Am 1. Oktober 2016 startete das Content-Netzwerk mit über 40 Formaten.
Im April 2016 bezog funk ihren Sitz im 22. Stockwerk des Turms A der Bonifazius-Türme in Mainz. Seit Oktober 2020 lassen sich funk-Inhalte neben der eigenen Webapp auch über die Mediatheken der ARD und des ZDF abrufen. Von Sommer 2015 bis 2020 war Florian Hager als Geschäftsführer des Jugendkanals tätig. Anfang Dezember 2015 stellte das ZDF die Journalistin Sophie Burkhardt als Beauftragte für den Jugendkanal vor. Am 1. November 2020 ersetzte Philipp Schild Florian Hager als Programmgeschäftsführer von Funk.
Die umstrittene Journalistin und Fernsehmoderatorin Nemi El-Hassan ist nach Angaben des Zweiten Deutschen Fernsehen weiterhin für das Jugendangebot „Funk“ tätig, nachdem sich Anfang November 2021 der Westdeutsche Rundfunk gegen eine Zusammenarbeit mit El-Hassan ausgesprochen hatte.

funk-Logo von 2016 bis 2023

Anfang Februar 2023 änderte Funk das bis dahin schwarze Logo mit pastellfarbenen, bunten Buchstaben zu einem lila Logo mit weißen Buchstaben. Die Änderung ist Teil einer Neuausrichtung auf die nächste Generation der Zielgruppe, welche Portale wie TikTok weitaus häufiger nutzt als die bisher von Funk in den Blick genommenen Plattformen YouTube und Instagram. Die Neuausrichtung fiel zeitlich mit der Einstellung oder mit dem Spin-off einiger populärer Funk-Formate in eigenständige (monetarisierte) Kanäle auf YouTube zusammen.

## Formate

### Entwicklung
Eine Idee für ein funk-Format kann über die Webseite von funk eingereicht werden. Hierfür ist die Beantwortung einiger Fragen wichtig, die einen Einblick geben sollen, ob das Format in das Portfolio passt. Wichtig hierbei ist der Fokus auf die Zielgruppe zwischen 14 und 29 Jahren und die Ausspielung der Inhalte auf Online-Plattformen, aber auch eine ausreichend aufgebaute Idee, die ggf. ausgebaut oder besprochen werden kann. Weitere Fragen umfassen unter anderem die Art der Zielgruppe, den Typ des Mehrwerts und das Team. Sobald ein Vorschlag eingereicht ist, prüft ein Team den Vorschlag. Die Auswahl erfolgt gemäß dem Auftrag der öffentlich-rechtlichen Rundfunkanstalten.
Neben der Möglichkeit des Einreichens eines Vorschlages bietet funk ein Talentnetzwerk, in dem Menschen gesucht werden, die Begabungen im Bereich der Entwicklung von Videos haben.
Innerhalb eines Turnus werden die einzelnen Formate analysiert und bewertet; die einzelnen Videos werden durch die funk-Redaktion betreut und vor der Veröffentlichung geprüft. Manche Formate werden nach einer bestimmten Zeit abgeschlossen, da die junge Zielgruppen dynamischer ist als die Ältere und Veränderungen schneller auftreten, auf die funk reagieren möchte. Weitere Gründe für ein Ende eines Formats können die eher niedrige Resonanz oder die Begrenzung der Content-Creator sein, wie bei „Broadcast My Ass“, das nach zwei Staffeln abgeschlossen wurde. Üblicherweise sind Formate etwa ein bis zwei Jahre im Netzwerk von funk, wobei diese Angabe variieren kann. So werden mit Stand Juli 2022 einige Formate betrieben, die bereits seit der Gründung 2016 existieren. Es gibt allerdings mehrere Formate, die nach dem Ende der Zusammenarbeit mit funk selbstständig weiterbetrieben werden. Beispiele hierfür sind Kurzgesagt, Simplicissimus oder Leeroy will's wissen. Teils geht es für die Creator auch ins öffentlich-rechtliche Fernsehen (wie dies bei Mai Thi Nguyen-Kim und dem ZDF der Fall ist).

### Themen und Produktion
Das Themenportfolio erstreckt sich auf mehrere Genres. Diese sind unter anderem Satire (z. B. Browser Ballett), Unterhaltung (z. B. Das schaffst du nie! von 2017 bis 2024), Orientierung und Jugendfragen (z. B. Kostas Kind, Okay oder Bubbles), Bildung (z. B. DIE DA OBEN! oder MrWissen2Go), Reportagen (z. B. ATLAS, STRG_F, Crisis, Die Frage oder follow me), Umwelt (z. B. Ozon) oder Webserien (z. B. DRUCK, FinalClash, BMA). Formate wie WALULIS stellen Mischformen dar. Ehemals wurden zudem einige Serien in Lizenz verbreitet, teilweise auch in der englischen Originalfassung.
Die Inhalte für funk werden entweder aus dem Bereich der öffentlich-rechtlichen Anstalten selbst (wie etwa das ZDF bei MrWissen2go Geschichte), oder von Firmen produziert, für die funk die Nutzungsrechte erhält. Lizenzen für Bildmaterial können von Stockfoto-Anbietern oder Presseagenturen wie der dpa stammen.

## Rezeption

### Allgemein
Die Berliner Zeitung wertete Funk als Erfolg. Die Finanzierung der Kanäle durch die Gebührengelder wirke sich positiv auf die Inhalte aus. Dies könne man insbesondere an dem Format maiLab sehen, bei dem es „nicht nur um Aufmerksamkeit, sondern auch um Aufklärung“ geht.
In RP Online kommentierte Christoph Wegener im Mai 2021, dass funk „inzwischen voller kreativer und innovativer Formate“ sei. Das von funk produzierte Format maiLab zeige den Wandel des digitalen Kosmos auf: Anstatt bloß „seichte Unterhaltung“ zu bieten, seien die Videos von Mai Thi Nguyen-Kim „bemerkenswert gehaltvoll, ohne jedoch zu überfordern“. Für ihre Aufklärungsarbeit während der COVID-19-Pandemie erhielt sie das Bundesverdienstkreuz.
Matthias Schwarzer vom Redaktionsnetzwerk Deutschland (RND) hob im August 2021 hervor, dass funk in puncto Reportagen und Journalismus mit Formaten wie Y-Kollektiv und STRG-F „herausragende Arbeit“ leiste. Zu sehen seien dort „aufwendig produzierte und teilweise investigative Recherchen“, die teils ein Millionenpublikum erreichen. Daneben kritisierte RND andere Formate wie „Die Frage“, „Tru Doku“, „follow me.reports” und „Reporter”, die sich ebenfalls als Reportagen bezeichnen, jedoch bloß Einzelschicksale präsentierten und keine externen Experten zu Wort kommen ließen. Es handele sich dabei „eher um Voyeurismus als um Journalismus“. funk rechtfertigt diese Formate mit dem Anspruch „mehrere Formate mit verschiedenen Erzählweisen [anzubieten], um […] alle Unterzielgruppen zu erreichen”. Die Grimme-Kommission Kinder & Jugend hob im Februar 2022 Formate wie Die Frage positiv hervor, die gesellschaftsrelevante Themen wie Psyche, Vielfalt und Inklusion mit Fingerspitzengefühl aufgreifen und ohne Stigma oder Tabu thematisieren.
Für die Videoproduzenten bestehe die Gefahr von Shitstorms, was zum Problem werden könne, wenn diese keine Erfahrung im Umgang damit haben. Funk bietet daher ein „Netzwerk von Coaches“, das beim Umgang mit Hassnachrichten unterstütze. Massiver Kritik und Hetze sah sich beispielsweise das ehemalige Format Jäger & Sammler ausgesetzt, das sich mit rechtsextremen Themen auseinandersetzte und den Civis-Online-Medienpreis bekam, aber auf YouTube dreimal so viel Ablehnung wie Zustimmung erhielt. So sei Jäger-&-Sammler-Redakteur Tarik Tesfu, der schwarz und nach eigener Aussage schwul, Feminist sowie Anti-Rassist sei, in sozialen Medien zur Projektionsfläche für fremdenfeindliche, rassistische, homophobe und islamfeindliche Strömungen geworden.

### Kritik und Kontroversen
Kritische Stimmen zu funk kommen vermehrt von konservativen Zeitungen wie der Welt oder der Neuen Zürcher Zeitung. So kritisierte Christian Meier Ende September 2017 auf welt.de, dass die Gelder des Rundfunkbeitrages durch die Platzierung der Inhalte auf privaten Plattformen wie YouTube und Instagram diese unterstützen: „Die verdienen zwar mit den Funk-Videos kein Werbegeld […], sie profitieren letztlich aber schon von professionell produzierten Inhalten.“ Dem gegenüber steht der Auftrag der Öffentlich-Rechtlichen, auch Jugendliche und junge Erwachsene mit ihren Inhalten zu erreichen, weshalb die „Öffentlich-Rechtlichen dorthin gehen müssen, wo die Meinungsbildung und die Diskussion um gesellschaftlich relevante Themen stattfindet“, sagte der damalige Programmgeschäftsführer Florian Hager in einem Interview mit dem Standard Anfang Oktober 2018. Justus Haucap, Wirtschaftsprofessor aus Düsseldorf und ehemaliger Vorsitzender der Monopolkommission, erkannte Mitte April 2017 „hinter dem Jugendangebot […] keine Notwendigkeit“, da es bereits „bei YouTube und anderswo eine sehr breite Angebots-Vielfalt“ gebe. Leonhard Dobusch sah im Oktober 2017 als Vertreter für die Interessensgruppe „Internet“ des ZDF-Fernsehrates die Nutzung von kommerziellen Drittplattformen ebenfalls kritisch, betrachtet Funk als Plattform an sich dennoch als Vorbild für zukünftige Projekte des öffentlich-rechtlichen Rundfunks: „Das Beispiel des Jugendangebots ‚Funk‘ zeigt bereits, welches Potential in der Abkehr vom Sendungsbezug verbunden ist. Mit vergleichsweise geringen Mitteln entstehen dort am laufenden Band spannende Experimente und innovative Formate.“
Im Spiegel kritisierte Martin U. Müller im Dezember 2019, dass Funk „Vorzeigeprojekte“ streiche, etwa das gemeinsam mit der ZDF-Redaktion von Frontal21 produzierte Informationsformat Jäger & Sammler oder die Sendereihe 100percentme, bei dem junge Menschen mit Behinderung im Fokus standen.
Alexander Kissler – Mitglied der Berliner Redaktion der Neuen Zürcher Zeitung – vertrat zum 5-jährigen Jubiläum funks im Oktober 2021 die Meinung, dass sich funk zu einem „Chefankläger der Mehrheitsgesellschaft“ entwickelt hätte. Das Format befeure Ängste von Heranwachsenden, indem die Bundesrepublik als „ein Land, das von Ängsten und Diskriminierungen zusammengehalten wird, von Rassismus und Umweltverschmutzung“ dargestellt werde. Kissler sieht das Medienangebot in seiner Kritik als „eine Mischung aus Radio Antifa und verfilmter Sexualkunde“ an. Der Chefredakteur Johannes Boie unterstellte ebenfalls im Oktober 2021 in der Welt am Sonntag dem Format funk, der „mediale Arm“ der „Identitätspolitik“ zu sein und kritisierte funk dafür, sich unter anderem auch „queeren non-binären Porn Performern“ zu widmen.
Eine Studie der Otto-Brenner-Stiftung kam zum Ergebnis, dass das funk-Medienangebot sehr stark auf Emotionen, Subjektivität und Personalisierung setze „statt auf nüchterne Information“. Experten und Quellenforschung würden selten herangezogen, es überwiege die persönliche Meinung der Protagonisten. Dazu werde die Lebenswirklichkeit nur selektiv abgebildet, „sowohl die große, internationale Welt als auch kleine, eher dörfliche Sozialräume“ würden ausgeklammert.
Im Funk-Format Die Woche und in seinem Podcast kritisierte Wolfgang M. Schmitt vor allem den Mangel an wirtschaftspolitischer Expertise. So würden die Formate nur den Verbraucherschutz und eine neoliberale Sichtweise abdecken, anstatt einem umfassenden Bildungsauftrag gerecht zu werden. Des Weiteren hätte Funk reichweitenstarke Influencer aufgekauft anstatt eine Alternative zu deren – laut Schmitt oberflächlichen – Inhalten anzubieten.
Ende Juni 2023 geriet Funk scharf in Kritik, als bekannt wurde, dass dessen Instagram-Kanal Die da oben in einem Beitrag die Unionsparteien CDU und CSU auf eine Stufe mit den rechtsextremistischen Parteien AfD und NPD stellte, verbunden mit der Aussage: „Björn Höcke, Alice Weidel, Friedrich Merz und Markus Söder haben was gemeinsam: Sie sind rechts“. Die Chefredakteurin des ZDF Bettina Schausten hielt fest, dass in ihrem Hause der Beitrag keine redaktionelle Abnahme gefunden hätte, der Vorsitzende der ARD Kai Gniffke entschuldigte sich, der Beitrag sei „suggestiv, verzerrend und unangemessen“ und ein „schwerer Fehler“ gewesen, er werfe einen „Schatten auf die Arbeit des öffentlich-rechtlichen Rundfunks". Das ZDF gab an, dass in Zukunft wieder deutlich gemacht werden soll, welcher Beitrag vom ZDF und welcher von der ARD verantwortet wird.
Janis Brinkmann kam 2023 in einer Studie der Otto-Brenner-Stiftung zu Funk-Reportagen unter anderem zum Schluss, dass es darin kaum internationale Bezüge gebe, dass Großstädte dominierten und dörfliche Lebensrealitäten kaum vorkämen sowie dass Ostdeutschland kaum stattfinde, mit Ausnahme von Sachsen, das als Ort für Beiträge zur Thematik Rechtsradikalismus dient. Brinkmann analysierte über tausend Sendungen. 90 Prozent der untersuchten Reportagen wählen danach eine subjektive Perspektive oder enthalten deutliche Meinungsäußerungen, Studien oder Expertenmeinungen hingegen wären diesen untergeordnet. Brinkmann stellt dies in die Tradition des New Journalism aus den USA der 60er/70er-Jahre.

### Formate
In dem seit 2018 produzierten Format Mädelsabende sieht Inga Barthels vom tagesspiegel ein „Erfolgsprojekt“, das sich neben anderen Formaten „für junge Frauen und Feminismus einsetzt“. Mädelsabende erhielt einen Grimme-Online-Award. In der Begründung der Jury wurde das Format positiv hervorgehoben: „In der sonst recht oberflächlichen Instagram-Traumwelt regt das inhaltlich anspruchsvolle Story-Format die Followerschaft zum Nachdenken und weiteren Diskutieren an. Die Umsetzung des Formates überzeugt nicht nur inhaltlich, sondern auch durch Gestaltung und Interaktivität.“ In der Welt jedoch kritisiert Hannah Lühmann das Format Mädelsabende beispielhaft für viele Funk-Formate als einseitig. Es sei „fatal, dass Funk mit der schnatternden Einseitigkeit seiner Angebote genau das Gegenteil von Aufklärung betreibt: Sie liefert denen, die ohnehin schon glauben, die teilweise bis zur totalen Verdummung vorgekauten Bestandteilchen und verweigert jede große Linie, an der man sich kontrovers abarbeiten könnte“. Das Medienblog Altpapier stimmte der These von der zunehmenden „Lust an der Selbstbestätigung“ grundsätzlich zu, zweifelt jedoch daran, dass Mädelsabende ein gut gewähltes Beispiel für diese Entwicklung sei. Er kritisierte die reißerische Überschrift, wodurch der Beitrag in der Welt selbst zum „Selbstbestätigungsangebot“ werde und – wie zuvor Jonas Jansen von der FAZ geschrieben hatte – zu einem Beitrag für „Kommentarspaltenkrieger“.
An einem Beitrag über Adolf Hitler, Bevor Adolf Hitler berühmt wurde… des YouTube-Kanals Der Biograph, gab es Kritik an der journalistischen Sorgfalt und an der historischen Faktentreue: Ein Video über diesen vom 9. Dezember 2021 behauptete fälschlicherweise, im Ersten Weltkrieg hätten militärische Siege des Deutschen Reichs über Österreich-Ungarn den „Österreichhass“ Hitlers verstärkt. Das Deutsche Reich hat im Ersten Weltkrieg nicht gegen Österreich-Ungarn gekämpft, vielmehr waren beide Staaten die Hauptverbündeten im kriegführenden Militärbündnis der Mittelmächte. Nach Kritik von Zuschauern bezeichnete funk dies zunächst als „kleinen Fehler“. Erst nach einer kritischen Stellungnahme des Verbands der Historiker und Historikerinnen Deutschlands vom 6. Januar 2022, in dem Video würden „die historischen Fakten des Ersten Weltkriegs grob verfälscht“, nahm funk das Video offline und räumte nun ein, dass darin „ein wesentlicher Fehler unterlaufen“ sei. funk gab zu, dass die Fehlerkorrektur früher hätte passieren müssen und kündigte an, die internen Kontrollmechanismen bei der Abnahme von Beiträgen überprüfen zu wollen. Im März und April 2022 erschien in Zusammenarbeit mit dem deutschen Historiker Thomas Sandkühler eine neue Version des biografischen Videos Bevor Adolf Hitler berühmt wurde als Zweiteiler auf dem YouTube-Kanal Der Biograph.
Der deutsche Webvideoproduzent Rezo kritisierte am 6. Juli 2022 die Recherche des funk-Kanals Offen un’ ehrlich für ein am 30. Juni 2022 veröffentlichtes Video über die Werbepartner von ihm und Julien Bam, was von beiden Webvideo-Produzenten als Challenge für funk formuliert worden war. Rezo monierte, dass vor Beginn der Recherche sowie durch eine Anfrage an Rezo das Fazit des Videos bereits festgestanden haben soll und nicht ergebnisoffen recherchiert worden sei. Außerdem wären bestimmte Werbepartner Rezos ausgewählt worden, um gezielte Assoziationen zu wecken. Rezo warf Offen un’ ehrlich außerdem fehlende Transparenz vor, weil ihm nicht alle Informationen zu den von Offen un’ ehrlich geführten Interviews vor Veröffentlichung des Videos zugänglich gemacht worden seien. Offen un’ ehrlich nahm am 20. Juli 2022 in einem Video Stellung zu den Vorwürfen und räumte Fehler bei den Recherchemethoden sowie der Aufbereitung ein, bat dazu um Entschuldigung und kündigte bessere Kontrollmechanismen an. Zugleich widersprach das Format anderen Kritikpunkten wie zur mangelnden Transparenz, da es im Journalismus unüblich ist, Interviewmaterial mit den befragten Personen ohne eine vorangegangene Vereinbarung zu teilen. Ihrerseits warf Offen un' ehrlich Rezo vor, einen von ihm veröffentlichten Mitschnitt eines Interviews aus dem Zusammenhang gerissen zu haben.
Ferner kritisierte er am 2. Dezember 2023 die Recherchemethoden des funk-Kanals STRG_F für ein Video über die Nahrungsergänzungsmittel des Unternehmens More Nutrition, in deren Rahmen er selbst um Stellungnahme gebeten wurde. Er warf dem Format Framing, sehr kurze Antwortfristen und Falschdarstellungen vor; beispielsweise sei nur auf wenige Studien zu den Inhaltsstoffen der Nahrungsergänzungsmitteln eingegangen worden STRG_F reagierte am 17. Dezember 2023 in einem Antwort-Video und erklärte die kurzen Antwortfristen damit, dass vorerst unklar gewesen sei, ob Rezo eine Rolle in dem Video spielen würde. Auch sei es zu Absprachen mit dem Management von Rezo gekommen, die in seiner Kritik nicht vorgekommen seien. Das Format weist auch auf eine Verbindung der Autoren einer von Rezo zitierten Studie bezüglich der Inhaltsstoffe der Produkte von More Nutrition mit Herstellern von Nahrungsergänzungsmitteln hin. Rezo ging auf diese Antwort von STRG_F in einem Video vom 6. Januar 2024 weitergehend ein.

### Auszeichnungen
- 2019: Robert-Geisendörfer-Preis für Florian Hager und Sophie Burkhardt (Programmgeschäftsführung funk).[71]